# Gavino Matta
Gavino Matta (* 6. Juni 1910 in Sassari, Sardinien; † 20. Januar 1954 in Sassari) war ein italienischer Boxer. Er gewann bei den Olympischen Spielen 1936 in Berlin eine Silbermedaille im Fliegengewicht. 1938 wurde er Berufsboxer.

## Werdegang
Gavino Matta, der auf der zu Italien gehörenden Insel Sardinien lebte, begann als Jugendlicher mit dem Boxen. Über seine Anfangsjahre ist nichts bekannt. Erstmals trat er in der Boxsport-Öffentlichkeit im Jahre 1934 in Erscheinung, als er italienischer Meister im Fliegengewicht wurde. 1936 qualifizierte er sich für die Teilnahme an den Olympischen Spielen in Berlin, bei der er im Fliegengewicht startete und eine Silbermedaille gewann. Er war 1937 als Amateurboxer auch noch bei der Europameisterschaft in Mailand am Start.
1938 wurde er Profiboxer und blieb bis 1948 in diesem Metier. Er verstarb bereits am 20. Januar 1954 im Alter von nur 43 Jahren.

### Karriere als Amateurboxer
1934 wurde Gavino Matta italienischer Meister im Fliegengewicht. Im Finale siegte er dabei über Enrico Buratti nach Punkten. 1935 wiederholte er diesen Erfolg, wobei er im Endkampf wiederum Enrico Buratti nach Punkten schlug. 1936 gewann er diesen Titel zum dritten Mal. Sein Endkampfgegner war dabei Guido Nardecchia, den er nach Punkten besiegte.
1935 kämpfte er in Chicago bei einem Länderkampf USA gegen Italien im Fliegengewicht gegen den Golden-Gloves-Winner Patsy Urso und besiegte diesen nach Punkten. 1936 vertrat Gavino Matti Italien bei den Olympischen Spielen in Berlin. Im Fliegengewicht besiegte er dort Martinus Lambilion, Niederlande, Kaj Fredriksen, Dänemark, Raoul Degrysse, Belgien und Lou Laurie aus den Vereinigten Staaten jeweils nach Punkten. Im Endkampf traf er auf den Deutschen Willy Kaiser, gegen den er nach Punkten verlor. Im Oktober 1936 stand er in einer Europa-Auswahl, die in New York gegen die Vereinigten Staaten kämpfte. Er kam dort im Fliegengewicht zu einem Punktsieg über Frank Di Marco.
Im Juni 1937 kämpfte er in einer Europa-Auswahl in Chicago, Kansas City und New York noch dreimal gegen Boxer aus den Vereinigten Staaten. Er verlor dabei gegen Jimmy Urso nach Punkten, gewann über Beebe Rich durch K. o. in der 1. Runde und verlor gegen Bobby Carroll nach Punkten.
Im September 1937 startete er letztmals als Amateur bei einer internationalen Meisterschaft. Bei der Europameisterschaft in Mailand siegte er im Fliegengewicht über Otto Lehtinen aus Finnland nach Punkten. Im Halbfinale verlor er gegen Vilmos Enekes aus Ungarn und verletzte sich dabei. Da seinerzeit die dritten Plätze noch ausgeboxt wurden, hätte er im Kampf um diesen Platz gegen Willy Kaiser antreten müssen. Da jedoch auch Willy Kaiser verletzt war, konnte dieser Kampf nicht stattfinden und beide Boxer teilten sich den 4. Platz.

#### Internationale Erfolge als Amateurboxer
| Jahr | Platz  | Wettbewerb    | Gewichtsklasse | Ergebnisse |
| 1936 | Silber | OS in Berlin  | Fliegen        | nach Punktsiegen über Martinus Lambilion, Niederlande, Kaj Fredriksen, Dänemark, Raoul Degrysse, Belgien und Lou Laurie, USA und einer Punktniederlage gegen Willy Kaiser, Deutschland               |
| 1937 | 4.     | EM in Mailand | Fliegen        | nach Punktsieg über Otto Lehtinen, Finnland und Punktniederlage gegen Vilmos Enekes, Ungarn. Zum Kampf um die Bronzemedaille konnten Gavino Matta und Willy Kaiser wegen Verletzungen nicht antreten |

#### Italienische Meisterschaften als Amateurboxer
| Jahr | Platz | Gewichtsklasse | Ergebnisse                              |
| 1934 | 1.    | Fliegen        | Punktsieg im Finale über Enrico Buratti |
| 1935 | 1.    | Fliegen        | Punktsieg im Finale über Enrico Buratti |
| 1936 | 1.    | Fliegen        | Punktsieg über Guido Nardecchia         |

#### Länder- u. a. Auswahlkämpfe
| Jahr | Ort         | Begegnung         | Gewichtsklasse | Ergebnis                                   |
| 1935 | Chicago     | USA gegen Italien | Fliegen        | Punktsieg über Patsy Urso                  |
| 1936 | New York    | USA gegen Europa  | Fliegen        | Punktsieg über Frank Di Marco              |
| 1937 | Chicago     | USA gegen Europa  | Fliegen        | Punktniederlage gegen Jimmy Urso           |
| 1937 | Kansas City | USA gegen Europa  | Fliegen        | K.-o.-Sieg in der 1. Runde über Beebe Rich |
| 1937 | New York    | USA gegen Italien | Fliegen        | Punktniederlage gegen Bobby Carroll        |

### Profilaufbahn
Gavino Matta bestritt seinen ersten Profikampf am 22. Januar 1938. Er besiegte dabei in Sassari im Fliegengewicht seinen Landsmann Luigi Costantini durch Techn. K. o. in der 3. Runde. Seine Karriere dauerte bis zum 26. Juli 1948. An diesem Tag bestritt er in Bologna einen Kampf um den italienischen Fliegengewicht-Meistertitel gegen Guido Nardecchia, den er nach 12 Runden nach Punkten verlor und damit seinen italienischen Meistertitel, den er am 16. Dezember 1945 in Sassari mit einem techn. K.-o.-Sieg in der 7. Runde über Antonio Morabito gewonnen hatte, abgeben musste. Insgesamt bestritt er in seiner Profikarriere, die durch die Kriegsereignisse des Zweiten Weltkrieges natürlich negativ beeinflusst wurde, 35 Kämpfe, von denen er 24 gewann und 9 verlor. Zweimal kämpfte er unentschieden.
Am 12. Januar 1940 bestritt er in Rom gegen Enrico Urbinati einen Kampf um den EBU-Europameistertitel im Fliegengewicht, der gleichzeitig auch als Kampf um den italienischen Titel galt. Er verlor diesen Kampf durch Aufgabe in der 11. Runde. Zu weiteren Kämpfen um internationale Titel im Profibereich kam er nicht.

#### Meisterschaftskämpfe als Profiboxer
| Jahr | Ort     | Titel                                            | Gewichtsklasse | Ergebnis                                                  |
| 1940 | Rom     | EBU-Europameister- u. Italienische Meisterschaft | Fliegen        | Aufgabe-Niederlage in der 11. Runde gegen Enrico Urbinati |
| 1945 | Sassari | Italienische Meisterschaft                       | Fliegen        | Techn. K.-o.-Sieg in der 7. Runde über Antonio Morabito   |
| 1946 | Sassari | Italienische Meisterschaft                       | Fliegen        | Punktsieg nach 12 Runden über Otello Belardinelli         |
| 1947 | Sassari | Italienische Meisterschaft                       | Fliegen        | Punktsieg nach 12 Runden über Mario Solinas               |
| 1948 | Bologna | Italienische Meisterschaft                       | Fliegen        | Punktniederlage nach 12 Runden gegen Guido Nardecchia     |

Erläuterungen
- OS = Olympische Spiele, EM = Europameisterschaft
- Fliegengewicht, Gewichtsklasse bis 51 kg Körpergewicht (Amateurbereich)
- EBU = Europäische Box-Union